# عبد الله الشربتلي
عبد الله الشربتلي من مواليد 21 سبتمبر 1982م في لندن، إنكلترا، هو فارس سعودي ينافس في رياضة قفز الحواجز. كان جزء من الفريق السعودي الذي فاز بالميدالية البرونزية في الألعاب الأولمبية الصيفية 2012، ومن ضمن الفريق السعودي الذي فاز بالفضية في دورة الألعاب الآسيوية 2014 في مسابقة قفز الحواجز. لفت الأنظار عند فوزه بالميدالية البرونزية في الدورة الدولية للفروسية التي أقيمت في كنتاكي، الولايات المتحدة. كما شارك في دورة الألعاب الآسيوية 2018 وحصد الميدالية الذهبية في قفز المجموعات.

## الإنجازات
- برونزية قفز الحواجز في الألعاب الأولمبية الصيفية 2012.
- فضية قفز الحواجز في دورة الألعاب الآسيوية 2014.
- فاز بشوط الجائزة الكبرى ببطولة جلوبال تور الدولية في شنغهاي بالصين 2016.[2]
- المركز الأول في شوط الجائزة الكبرى ببطولة المملكة الدولية لقفز الحواجز 2015.[3]
- المركز الثاني في شوط الجائزة الصغرى بطولة قطر الدولية لقفز الحواجز 2015.[4]
- ذهبيتي شوطي الجائزتين الكبرى والمتوسطة في البطولة الدولية بمهرجان خادم الحرمين الشريفين الدولي لقفز الحواجز 2014.[5]
- حقق صدارة الدوري العربي 10 مرات مختلفة في إنجاز غير مسبوق.
- حقق وصافة بطولة إستوريل البرتغالية القلوبال تور عام 2015.[6]
- حقق وصافة بطولة مدريد الإسبانية القلوبال تور عام 2016.[7]
- فاز بذهبية الفرق لقفز الحواجز في دورة الألعاب الآسيوية 2010 في جوانزهو.[8]
- فاز بذهبية الفرق لقفز الحواجز في دورة الألعاب الآسيوية 2006 في الدوحة.[8]
- فاز بذهبية الفرق في دورة الألعاب العربية عام 2007 في القاهرة.[8]
- صاحب أفضل إنجاز عربي بالوصول إلى المركز 21 عالميًا في التصنيف الخاص باللعبة.
- فاز بذهبية الفردي في دورة الألعاب الفروسية 2014 في انشيون - كوريا.[8]
- فاز بميدالية ذهبية في دورة الألعاب الآسيوية 2018 في إندونيسيا في قفز المجموعات؛ مشاركًا هذا الإنجاز رمزي الدهامي، وخالد العيد، وخالد المبطي.
- فاز بالجائزة الكبرى لبطولة جاهز الدولية الأولى لقفز الحواجز التي أقيمت في الرياض عام 2020.[9]
- توج بطلاً لكأس الدرعية لقفز الحواجز في مارس 2023م.[10]
- فاز بذهبية الفرق لقفز الحواجز في دورة الألعاب الآسيوية 2022 التي أقيمت في هانغتشو في الصين عام 2023م بالاشتراك مع عبد الرحمن الراجحي، ورمزي الدهامي، ومشاري الحربي. [11]
- فاز بذهبية الفردي قفز الحواجز في دورة الألعاب الآسيوية 2022 التي أقيمت في هانغتشو في الصين عام 2023م.[12]

## روابط خارجية
- عبد الله الشربتلي على موقع الاتحاد الدولي للفروسية (الإنجليزية)
- عبد الله الشربتلي على موقع FEI (رابط بديل) (الإنجليزية)
- عبد الله الشربتلي على موقع أوليمبيديا (الإنجليزية)